# Sastavi momčadi na Kupu konfederacija 2005.
Kup konfederacija 2005.

## Skupina A

### Argentina
| #         | Pozicija      | Ime                      | Datum rođenja      | Klub                |
| --------- | ------------- | ------------------------ | ------------------ | ------------------- |
| 1         | Vratar        | Leo Franco               | 20. svibnja 1977.  | Atlético Madrid     |
| 2         | Branič        | Walter Samuel            | 22. ožujka 1978.   | Inter Milan         |
| 3         | Branič        | Juan Pablo Sorín         | 5. svibnja 1976.   | Villarreal          |
| 4         | Branič        | Javier Zanetti           | 10. kolovoza 1973. | Inter Milan         |
| 5         | Vezni         | Esteban Cambiasso        | 18. kolovoza 1980. | Inter Milan         |
| 6         | Branič        | Gabriel Heinze           | 19. travnja 1978.  | Manchester United   |
| 7         | Napadač       | Carlos Tévez             | 5. veljače 1984.   | Corinthians         |
| 8         | Vezni         | Juan Román Riquelme      | 24. lipnja 1978.   | Villarreal          |
| 9         | Napadač       | Javier Saviola           | 11. prosinca 1981. | AS Monaco           |
| 10        | Vezni         | Pablo Aimar              | 3. studenog 1979.  | Valencia            |
| 11        | Napadač       | César Delgado            | 18. kolovoza 1981. | Cruz Azul           |
| 12        | Vratar        | Germán Lux               | 7. lipnja 1982.    | River Plate         |
| 13        | Branič        | Gonzalo Javier Rodríguez | 10. travnja 1984.  | Villarreal          |
| 14        | Branič        | Gabriel Milito           | 7. rujna 1980.     | Real Zaragoza       |
| 15        | Branič        | Diego Placente           | 24. travnja 1977.  | Bayer Leverkusen    |
| 16        | Branič        | Fabricio Coloccini       | 22. siječnja 1982. | Deportivo La Coruña |
| 17        | Vezni         | Lucas Bernardi           | 27. rujna 1977.    | AS Monaco           |
| 18        | Vezni         | Mario Santana            | 23. prosinca 1981. | Palermo             |
| 19        | Vezni         | Maxi Rodriguez           | 2. siječnja 1981.  | RCD Espanyol        |
| 20        | Branič        | Martin Demichelis        | 20. prosinca 1980. | Bayern München      |
| 21        | Napadač       | Luciano Figueroa         | 19. svibnja 1981.  | Villarreal          |
| 22        | Vezni         | Luciano Galletti         | 9. travnja 1980.   | Real Zaragoza       |
| 23        | Vratar        | Wilfredo Caballero       | 28. rujna 1981.    | Elche               |
| Izbornik: | José Pékerman |                          |                    |                     |

### Australija
| #         | Pozicija     | Ime                | Datum rođenja       | Klub                     |
| --------- | ------------ | ------------------ | ------------------- | ------------------------ |
| 1         | Vratar       | Mark Schwarzer     | 6. listopada 1972.  | Middlesbrough            |
| 2         | Branič       | Kevin Muscat       | 7. kolovoza 1973.   | Millwall                 |
| 3         | Branič       | Craig Moore        | 12. prosinca 1975.  | Borussia Mönchengladbach |
| 4         | Branič       | Lucas Neill        | 9. ožujka 1978.     | Blackburn Rovers         |
| 5         | Branič       | Tony Vidmar        | 4. srpnja 1970.     | Cardiff City             |
| 6         | Branič       | Tony Popović       | 4. srpnja 1973.     | Crystal Palace           |
| 7         | Vezni        | Brett Emerton      | 22. veljače 1979.   | Blackburn Rovers         |
| 8         | Vezni        | Josip Skoko        | 10. prosinca 1975.  | Gençlerbirliği           |
| 9         | Napadač      | Mark Viduka        | 9. listopada 1975.  | Middlesbrough            |
| 10        | Vezni        | Tim Cahill         | 6. prosinca 1979.   | Everton                  |
| 11        | Vezni        | Scott Chipperfield | 30. prosinca 1975.  | Basel                    |
| 12        | Vratar       | Michael Petkovic   | 16. srpnja 1976.    | Trabzonspor              |
| 13        | Vezni        | Luke Wilkshire     | 2. listopada 1981.  | Bristol City             |
| 14        | Branič       | Simon Colosimo     | 8. siječnja 1979.   | Perth Glory              |
| 15        | Napadač      | John Aloisi        | 5. veljače 1976.    | Osasuna                  |
| 16        | Napadač      | David Zdrilic      | 13. travnja 1974.   | Sydney                   |
| 17        | Branič       | Jonathan McKain    | 21. rujna 1982.     | National Bukurešt        |
| 18        | Vratar       | Željko Kalac       | 16. prosinca 1972.  | Perugia                  |
| 19        | Vezni        | Jason Čulina       | 5. kolovoza 1980.   | FC Twente                |
| 20        | Branič       | Ljubo Miličević    | 13. veljače 1981.   | Thun                     |
| 21        | Vezni        | Ahmad Elrich       | 30. svibnja 1981.   | Fulham                   |
| 22        | Napadač      | Archie Thompson    | 23. listopada 1978. | Lierse                   |
| 23        | Vezni        | Mile Sterjovski    | 27. svibnja 1979.   | Basel                    |
| Izbornik: | Frank Farina |                    |                     |                          |

### Njemačka
| #         | Pozicija         | Ime                    | Datum rođenja      | Klub              |
| --------- | ---------------- | ---------------------- | ------------------ | ----------------- |
| 1         | Vratar           | Oliver Kahn            | 15. lipnja 1969.   | Bayern München    |
| 2         | Branič           | Andreas Hinkel         | 26. ožujka 1982.   | VfB Stuttgart     |
| 3         | Branič           | Arne Friedrich         | 29. svibnja 1979.  | Hertha Berlin     |
| 4         | Branič           | Robert Huth            | 18. kolovoza 1984. | Chelsea           |
| 5         | Branič           | Patrick Owomoyela      | 5. studenog 1979.  | Arminia Bielefeld |
| 6         | Vezni            | Marco Engelhardt       | 2. prosinca 1980.  | Kaiserslautern    |
| 7         | Vezni            | Bastian Schweinsteiger | 1. kolovoza 1984.  | Bayern München    |
| 8         | Vezni            | Torsten Frings         | 22. studenog 1976. | Bayern München    |
| 9         | Napadač          | Mike Hanke             | 5. studenog 1983.  | Schalke 04        |
| 10        | Vezni            | Sebastian Deisler      | 5. siječnja 1980.  | Bayern München    |
| 11        | Napadač          | Thomas Brdaric         | 23. siječnja 1975. | Wolfsburg         |
| 12        | Vratar           | Jens Lehmann           | 10. studenog 1969. | Arsenal           |
| 13        | Vezni            | Michael Ballack        | 26. rujna 1976.    | Bayern München    |
| 14        | Napadač          | Gerald Asamoah         | 3. listopada 1978. | Schalke 04        |
| 15        | Vezni            | Fabian Ernst           | 20. svibnja 1979.  | Bayer Leverkusen  |
| 16        | Vezni            | Thomas Hitzlsperger    | 5. travnja 1982.   | Aston Villa       |
| 17        | Branič           | Per Mertesacker        | 29. rujna 1984.    | Hannover 96       |
| 18        | Vezni            | Tim Borowski           | 2. svibnja 1980.   | Werder Bremen     |
| 19        | Vezni            | Bernd Schneider        | 17. studenog 1973. | Bayer Leverkusen  |
| 20        | Napadač          | Lukas Podolski         | 4. lipnja 1985.    | 1. FC Köln        |
| 21        | Branič           | Christian Schulz       | 1. travnja 1983.   | Werder Bremen     |
| 22        | Napadač          | Kevin Kurányi          | 2. ožujka 1982.    | VfB Stuttgart     |
| 23        | Vratar           | Timo Hildebrand        | 5. travnja 1979.   | VfB Stuttgart     |
| Izbornik: | Jürgen Klinsmann |                        |                    |                   |

### Tunis
| #         | Pozicija      | Ime                 | Datum rođenja      | Klub                |
| --------- | ------------- | ------------------- | ------------------ | ------------------- |
| 1         | Vratar        | Ali Boumnijel       | 13. travnja 1966.  | Club Africain       |
| 2         | Branič        | Karim Saidi         | 24. ožujka 1983.   | Feyenoord Rotterdam |
| 3         | Napadač       | Karim Essediri      | 29. srpnja 1979.   | Tromsø IL           |
| 4         | Branič        | Wissem Abdi         | 2. travnja 1979.   | Sfaxien             |
| 5         | Napadač       | Ziad Jaziri         | 12. srpnja 1978.   | Gaziantepspor       |
| 6         | Branič        | Hatem Trabelsi      | 25. siječnja 1977. | Ajax                |
| 7         | Napadač       | Imed Mhedhebi       | 22. ožujka 1976.   | Etoile Sahel        |
| 8         | Vezni         | Mehdi Nafti         | 28. studenog 1978. | Birmingham City     |
| 9         | Napadač       | Haykel Guemamdia    | 22. prosinca 1981. | Sfaxien             |
| 10        | Vezni         | Kaies Ghodhbane     | 7. siječnja 1976.  | Samsunspor          |
| 11        | Napadač       | Francileudo Santos  | 20. ožujka 1979.   | Sochaux             |
| 12        | Vezni         | Jawhar Mnari        | 8. studenog 1976.  | Espérance Tunis     |
| 13        | Vezni         | Hamed Namouchi      | 1. prosinca 1984.  | Glasgow Rangers     |
| 14        | Vezni         | Adel Chedli         | 16. rujna 1976.    | Istres              |
| 15        | Branič        | Radhi Jaïdi         | 30. kolovoza 1975. | Bolton Wanderers    |
| 16        | Vratar        | Khaled Fadhel       | 29. rujna 1976.    | Diyarbakırspor      |
| 17        | Vezni         | Chaouki Ben Saada   | 1. srpnja 1984.    | SC Bastia           |
| 18        | Vezni         | Selim Ben Achour    | 8. rujna 1981.     | PSG                 |
| 19        | Branič        | Anis Ayari          | 16. veljače 1982.  | Samsunspor          |
| 20        | Branič        | José Clayton        | 21. ožujka 1974.   | Espérance Tunis     |
| 21        | Napadač       | Issam Jemâa         | 28. siječnja 1984. | Espérance Tunis     |
| 22        | Vratar        | Hamdi Kasraoui      | 18. veljače 1983.  | Espérance Tunis     |
| 23        | Branič        | Amir Hadj Massaoued | 8. veljače 1981.   | Sfaxien             |
| Izbornik: | Roger Lemerre |                     |                    |                     |

## Skupina B

### Brazil
| #         | Pozicija                | Ime                  | Datum rođenja      | Klub             |
| --------- | ----------------------- | -------------------- | ------------------ | ---------------- |
| 1         | Vratar                  | Dida                 | 7. listopada 1973. | AC Milan         |
| 2         | Branič                  | Maicon               | 26. srpnja 1981.   | AS Monaco        |
| 3         | Branič                  | Lúcio                | 8. svibnja 1978.   | Bayern München   |
| 4         | Branič                  | Roque Júnior         | 31. kolovoza 1976. | Bayer Leverkusen |
| 5         | Vezni                   | Emerson              | 4. travnja 1976.   | Juventus         |
| 6         | Branič                  | Gilberto Silva       | 25. travnja 1976.  | Hertha Berlin    |
| 7         | Napadač                 | Robinho              | 25. siječnja 1984. | Santos           |
| 8         | Vezni                   | Kaká                 | 22. travnja 1982.  | AC Milan         |
| 9         | Napadač                 | Adriano              | 17. veljače 1982.  | Inter Milan      |
| 10        | Vezni                   | Ronaldinho           | 21. ožujka 1980.   | Barcelona        |
| 11        | Napadač                 | Zé Roberto           | 6. srpnja 1974.    | Bayern München   |
| 12        | Vratar                  | Marcos               | 4. kolovoza 1973.  | Palmeiras        |
| 13        | Branič                  | Cicinho              | 24. lipnja 1980.   | São Paulo        |
| 14        | Branič                  | Juan                 | 1. veljače 1979.   | Bayer Leverkusen |
| 15        | Branič                  | Luisão               | 13. veljače 1981.  | Benfica          |
| 16        | Branič                  | Léo                  | 6. srpnja 1975.    | Benfica          |
| 17        | Vezni                   | Gilberto Silva       | 7. listopada 1976. | Arsenal          |
| 18        | Vezni                   | Juninho              | 30. siječnja 1975. | Olympique Lyon   |
| 19        | Vezni                   | Renato               | 15. svibnja 1979.  | Sevilla          |
| 20        | Napadač                 | Júlio Baptista       | 1. listopada 1981. | Sevilla          |
| 21        | Napadač                 | Ricardo Oliveira     | 6. svibnja 1980.   | Betis Sevilla    |
| 22        | Vezni                   | Eduardo César Gaspar | 15. svibnja 1978.  | Arsenal          |
| 23        | Vratar                  | Heurelho Gomes       | 15. veljače 1981.  | PSV Eindhoven    |
| Izbornik: | Carlos Alberto Parreira |                      |                    |                  |

### Grčka
| #         | Pozicija      | Ime                    | Datum rođenja       | Klub               |
| --------- | ------------- | ---------------------- | ------------------- | ------------------ |
| 1         | Vratar        | Antonios Nikopolidis   | 14. listopada 1971. | Olympiacos         |
| 2         | Branič        | Giourkas Seitaridis    | 4. lipnja 1981.     | Porto              |
| 3         | Branič        | Loukas Vyntra          | 5. veljače 1981.    | Panathinaikos      |
| 4         | Branič        | Efstathios Tavlaridis  | 25. siječnja 1980.  | Lille              |
| 5         | Branič        | Sotirios Kyrgiakos     | 23. srpnja 1979.    | Glasgow Rangers    |
| 6         | Vezni         | Angelos Basinas        | 3. srpnja 1976.     | Panathinaikos      |
| 7         | Vezni         | Theodoros Zagorakis    | 27. listopada 1971. | Bologna            |
| 8         | Vezni         | Stelios Giannakopoulos | 12. srpnja 1974.    | Bolton Wanderers   |
| 9         | Napadač       | Angelos Charisteas     | 9. veljače 1980.    | Ajax               |
| 10        | Vezni         | Vassilios Tsiartas     | 12. studenog 1972.  | 1. FC Köln         |
| 11        | Napadač       | Dimitrios Papadopoulos | 20. listopada 1981. | Panathinaikos      |
| 12        | Vratar        | Konstantinos Chalkias  | 30. svibnja 1974.   | Panathinaikos      |
| 13        | Vratar        | Michalis Sifakis       | 11. rujna 1984.     | OFI Kreta          |
| 14        | Branič        | Takis Fyssas           | 12. lipnja 1973.    | Benfica            |
| 15        | Napadač       | Zisis Vryzas           | 9. studenog 1973.   | Celta Vigo         |
| 16        | Vezni         | Pantelis Kafes         | 24. lipnja 1978.    | Olympiacos         |
| 17        | Napadač       | Ioannis Amanatidis     | 3. prosinca 1981.   | Kaiserslautern     |
| 18        | Branič        | Giannis Goumas         | 24. svibnja 1975.   | Panathinaikos      |
| 19        | Branič        | Michalis Kapsis        | 18. listopada 1973. | Girondins Bordeaux |
| 20        | Vezni         | Giorgos Karagounis     | 6. ožujka 1977.     | Inter Milan        |
| 21        | Vezni         | Kostas Katsouranis     | 21. lipnja 1979.    | AEK Atena          |
| 22        | Napadač       | Theofanis Gekas        | 23. svibnja 1980.   | Panathinaikos      |
| 23        | Vezni         | Vassilis Lakis         | 10. rujna 1976.     | Crystal Palace     |
| Izbornik: | Otto Rehhagel |                        |                     |                    |

### Japan
| #         | Pozicija | Ime                   | Datum rođenja      | Klub                |
| --------- | -------- | --------------------- | ------------------ | ------------------- |
| 1         | Vratar   | Seigo Narazaki        | 11. travnja 1976.  | Nagoya Grampus      |
| 2         | Branič   | Makoto Tanaka         | 8. kolovoza 1975.  | Júbilo Iwata        |
| 3         | Branič   | Takayuki Chano        | 23. studenog 1976. | JEF United          |
| 4         | Vezni    | Yasuhito Endō         | 28. siječnja 1980. | Gamba Osaka         |
| 5         | Branič   | Tsuneyasu Miyamoto    | 7. veljače 1977.   | Gamba Osaka         |
| 6         | Vezni    | Kōji Nakata           | 9. srpnja 1979.    | Olympique Marseille |
| 7         | Vezni    | Hidetoshi Nakata      | 22. siječnja 1977. | Fiorentina          |
| 8         | Vezni    | Mitsuo Ogasawara      | 5. travnja 1979.   | Kashima Antlers     |
| 9         | Napadač  | Keiji Tamada          | 11. travnja 1980.  | Kashiwa Reysol      |
| 10        | Vezni    | Shunsuke Nakamura     | 24. lipnja 1978.   | Reggina             |
| 11        | Napadač  | Takayuki Suzuki       | 5. lipnja 1976.    | Kashima Antlers     |
| 12        | Vratar   | Yoichi Doi            | 25. srpnja 1973.   | FC Tokyo            |
| 13        | Napadač  | Atsushi Yanagisawa    | 27. svibnja 1977.  | Messina             |
| 14        | Branič   | Alessandro dos Santos | 20. srpnja 1977.   | Urawa Red Diamonds  |
| 15        | Vezni    | Takashi Fukunishi     | 1. rujna 1976.     | Kashima Antlers     |
| 16        | Napadač  | Masashi Oguro         | 4. svibnja 1980.   | Júbilo Iwata        |
| 17        | Vezni    | Atsuhiro Miura        | 24. lipnja 1974.   | Vissel Kobe         |
| 18        | Vezni    | Junichi Inamoto       | 18. rujna 1979.    | WBA                 |
| 19        | Vezni    | Masashi Motoyama      | 20. lipnja 1979.   | Kashima Antlers     |
| 20        | Branič   | Keisuke Tsuboi        | 16. rujna 1979.    | Urawa Red Diamonds  |
| 21        | Branič   | Akira Kaji            | 13. siječnja 1980. | FC Tokyo            |
| 22        | Branič   | Teruyuki Moniwa       | 8. rujna 1981.     | FC Tokyo            |
| 23        | Vratar   | Yoshikatsu Kawaguchi  | 15. kolovoza 1975. | Júbilo Iwata        |
| Izbornik: | Zico     |                       |                    |                     |

### Meksiko
| #         | Pozicija         | Ime                   | Datum rođenja       | Klub             |
| --------- | ---------------- | --------------------- | ------------------- | ---------------- |
| 1         | Vratar           | Oswaldo Sánchez       | 21. rujna 1973.     | Guadalajara      |
| 2         | Branič           | Aarón Galindo         | 8. svibnja 1982.    | Cruz Azul        |
| 3         | Branič           | Carlos Salcido        | 2. travnja 1980.    | Guadalajara      |
| 4         | Branič           | Rafael Márquez        | 13. veljače 1979.   | Barcelona        |
| 5         | Branič           | Ricardo Osorio        | 30. ožujka 1980.    | Cruz Azul        |
| 6         | Vezni            | Gerardo Torrado       | 30. ožujka 1979.    | Cruz Azul        |
| 7         | Vezni            | Sinha                 | 23. svibnja 1976.   | Toluca           |
| 8         | Vezni            | Pável Pardo           | 26. srpnja 1976.    | Club América     |
| 9         | Napadač          | Jared Borgetti        | 14. kolovoza 1974.  | Pachuca          |
| 10        | Napadač          | Omar Bravo            | 4. ožujka 1980.     | Guadalajara      |
| 11        | Vezni            | Ramón Morales         | 10. listopada 1975. | Guadalajara      |
| 12        | Vratar           | Moisés Muñoz          | 1. veljače 1980.    | Monarcas Morelia |
| 13        | Napadač          | Rafael Márquez Lugo   | 2. studenog 1981.   | Monarcas Morelia |
| 14        | Vezni            | Gonzalo Pineda        | 19. listopada 1982. | UNAM Pumas       |
| 15        | Branič           | Hugo Sánchez Guerrero | 8. svibnja 1981.    | Tigres UANL      |
| 16        | Branič           | Mario Méndez          | 1. lipnja 1979.     | Toluca           |
| 17        | Napadač          | Francisco Fonseca     | 2. listopada 1979.  | Cruz Azul        |
| 18        | Branič           | Salvador Carmona      | 22. kolovoza 1976.  | Cruz Azul        |
| 19        | Napadač          | Alberto Medina        | 29. svibnja 1983.   | Guadalajara      |
| 20        | Vezni            | Juan Pablo Rodríguez  | 7. kolovoza 1979.   | Tecos UAG        |
| 21        | Vezni            | Jaime Lozano          | 29. rujna 1979.     | UNAM Pumas       |
| 22        | Vezni            | Luis Ernesto Pérez    | 12. siječnja 1981.  | Monterrey        |
| 23        | Vratar           | José de Jesús Corona  | 26. siječnja 1981.  | Tecos UAG        |
| Izbornik: | Ricardo La Volpe |                       |                     |                  |

## Vanjske poveznice
- 2005 FIFA Confederations Cup squads - FIFA.com  Arhivirana inačica izvorne stranice od 9. studenoga 2012. (Wayback Machine)